# Planta de Roma (Pérac-Lafréry)
La planta de Roma realizada por Étienne Dupérac es un mapa de la ciudad de Roma realizado por Étienne Dupérac y publicada por Antoine Lafréry en 1577, especialmente notable por su valor documental de la Roma del tercer cuarto del siglo XVI.

## Historia
Con anterioridad a esta planta de Roma, Dupèrac ya había realizado una planta de la Roma antigua publicada en 1574 bajo el título Urbis Romae Sciographia ex antiqvis monimentis accurat[issime] delineata. Esta planta de la Roma antigua se encontraba dedicada al monarca francés Carlos IX.
En 1575 publicó su Vestigi dell’ antichità di Roma en el que se incluían cuarenta vistas de monumentos romanos de la ciudad, en el estado que presentaban entonces.
Ehrle considera que ambos trabajos son preparatorios de su planta de la Roma moderna. Este trabajo de planta de la Roma moderna sería finalizado por Dupérac en 1576 y destaca por la gran calidad de su técnica. En gran parte se encuentra fundado en la planta realizada por Leonardo Bufalini en 1551.
Esta planta de la Roma moderna, sería publicada en 1577 por Antoine Lafréry y estaba dedicada a Enrique III de Francia, hermano de Carlos IX.

En 1640 se realizó una segunda edición de la planta por Giovanni Battista de Rossi, en la piazza Navona de Roma. Esta edición actualiza el título y año de la planta:
Nova Vrbis Romae Descriptio Año MDXXXX
Además esta segunda edición no recoge la mayor parte de los cambios que había sufrido Roma desde 1577 y cambia el dedicatario, de Enrique III de Francia a Balthazar de Noyelles, seigneur de Boncourt.
La tercera edición es realizada también por Giovanni Battista de Rossi en 1646, esta vez dedicada a Giovanni Alto de Lucerna, oficial de la Guardia Suiza.
En 1908 fue publicada una reproducción de la planta, según la obra existente en el Map Room del Museo Británico, bajo la signatura 23805. Esta publicación fue realizada por el jesuita Franz Ehrle, entonces prefecto de la Biblioteca Vaticana. Esta publicación cuenta con un importante estudio introductorio sobre el plano, así como sobre sus autores.

## Descripción

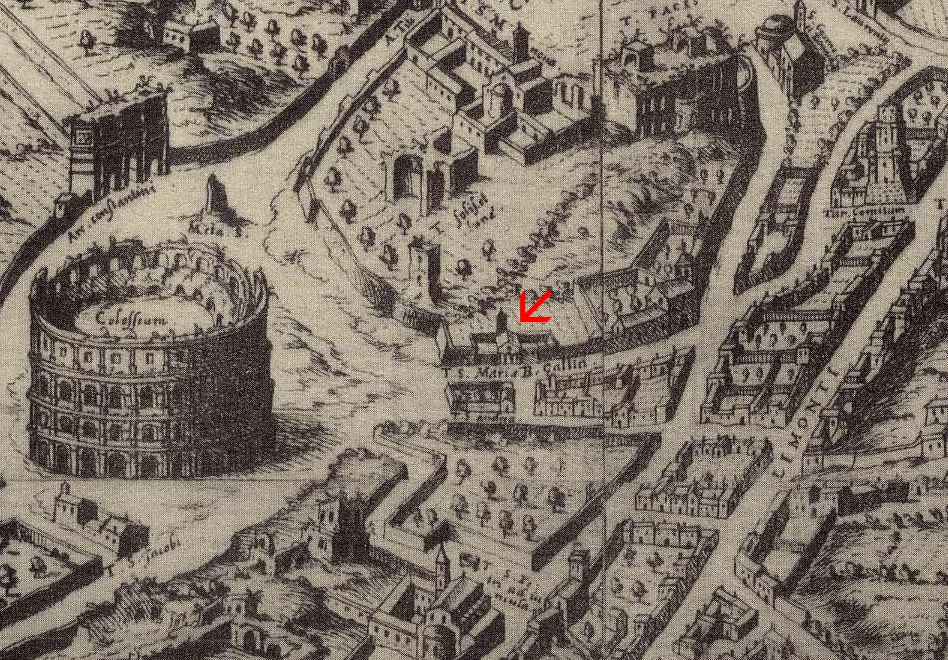
Vista del Coliseo y la zona norte del mismo en la Planta.

La planta se encuentra impresa en cuatro planchas. Cuenta con el siguiente título, en su parte superior: 
Nova Urbis Romae Descriptio
En la esquina inferior izquierda se encuentra la cartela en que se dedica la obra y el autor explica algunos antecedentes de la misma:
HENRICO III GALLIAE ET POLONIAE REGI CHRISTIANISS
STEPHANVS DV PERAC PARISIENSIS S-
Veteris Romae imaginem a ueteribus monuments, magno meo labore diligenter expressam. Henrice Regum Maxime superioribus annis dicaui Karolo IX fratri tuo, cuius desiderium eiotantum nomine acquiore animo ferimus, quia te successorem reliquit. Nunc tibi eius Romae quae hodie est non minus accurate descriptam offero, expressis etiam ys quac tempor iniuriam effugerunt, antiquitatis reliquis. Munus non indignum, quo aliquando pascas oculos et in quo humanarum rerum uiessitudinem agnoscas. Tuum est et Romam ipsam tam saepe a maioribus tuis defensem libenter excipere et me; qui hoc munusculum multis tibi uigilys pere concinnaui, non aspernari. Nulli enim Reges magis in omni posteritate celebrantur, quam qui ingeniis fauent. Quam tibi potissimum hereditario iure propriam laudem nemo dubitat studiose a te ac diligenter conseruatum iri. Romae Kal. Decembr. MDLXXVII 
La vista esta tomada en perspectiva a vista de pájaro y desde el noreste de la ciudad.
El conjunto mide 78,6 centímetros de alto por 102,4 de ancho.

### Individuales
1. 1 2  «Duperac, Nova urbis Romae descriptio». Galería Nacional de Australia. Consultado el 27 de julio de 2023.
2. ↑  Witcombe, Christopher (1 de junio de 2004). Copyright in the Renaissance: Prints and the Privilegio in Sixteenth-Century Venice and Rome (en inglés). BRILL. ISBN 978-90-474-1363-9. Consultado el 27 de julio de 2023.